# گوودرستون
گوودرستون (به انگلیسی: Gooderstone) یک روستا و محله مدنی در بریتانیا است که در Breckland District واقع شده‌است. گوودرستون ۱۱٫۲۹ کیلومتر مربع مساحت و ۳۶۳ نفر جمعیت دارد.